# Rein da Sumvitg
Der Rein da Sumvitg ist ein rund 19 km langer rechter Nebenfluss des Vorderrheins im Schweizer Kanton Graubünden. Er entwässert das Val Sumvitg und seine Seitentäler, darunter das Val Lavaz, ein Gebiet von rund 85 Quadratkilometern. Er gehört neben Glenner und Rabiusa zu den wichtigsten Nebenflüssen des Vorderrheins.

## Verlauf

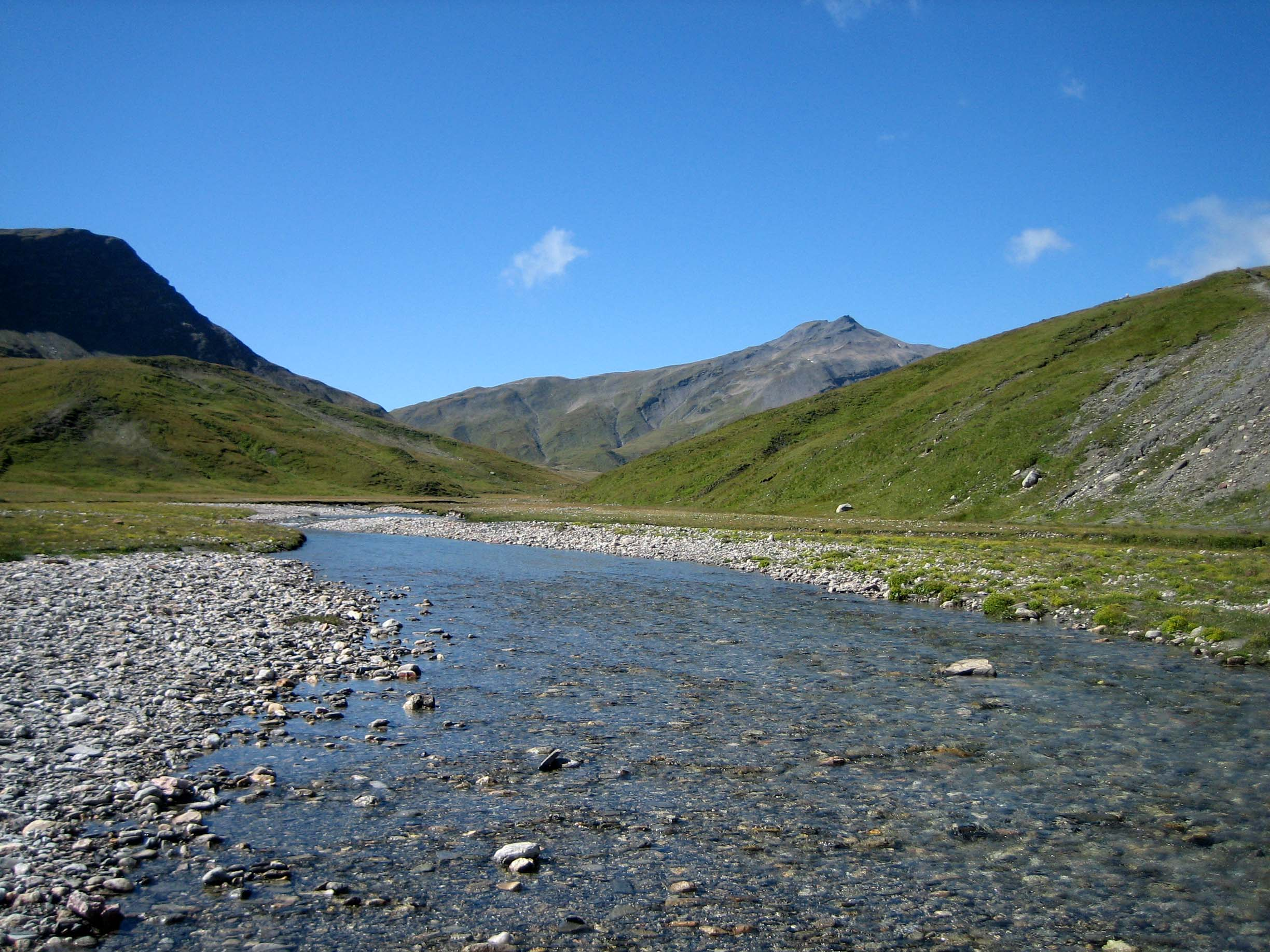
Greina-Hochebene

Der Rein da Sumvitg entspringt zwischen Piz Gaglianera und Piz Vial am Gaglianera-Gletscher oberhalb des Greinapasses auf dem Gemeindegebiet von Lumnezia. Er nimmt hier mehrere Quellbäche auf, die teilweise im Kanton Tessin entspringen. Der Rein da Sumvitg fliesst in nordöstliche Richtung durch die Greina-Hochebene. Zwischen Piz Tgietschen und Piz Miezdi ändert er seinen Kurs und fliesst in nordwestliche Richtung durch das Val Sumvitg. Er durchfliesst das Ausgleichsbecken Runcahez und mündet nach rund 19 km bei Surrein in den Vorderrhein.

Sein wichtigster Zufluss ist der Rein da Vigliuts, der bei der Alp Sutglatscher in den Rein da Sumvitg mündet.

## Fussnoten
1. 1 2  Geoserver der Schweizer Bundesverwaltung (Hinweise)
2. ↑  Hydrologischer Atlas der Schweiz des Bundesamtes für Umwelt BAFU, Tafel_13
3. 1 2  Modellierter mittlerer jährlicher Abfluss. In: Topographische Einzugsgebiete der Schweizer Gewässer: Teileinzugsgebiete 2 km². Abgerufen am 24. August 2017.